# KM2000
KM2000 (от нем. Kampfmesser — «боевой нож») — немецкий боевой нож Бундесвера.
Нож производится немецкой компанией Eickhorn-Solingen Ltd. Принят на вооружение германским Бундесвером. Клинок выполнен в стиле «american tanto», изготовлен из стали 440A (DIN 1.4110).

## Описание
Клинок однолезвийный, с серрейторной заточкой нижней части лезвия (ближняя к гарде половина). Ножны — карбопластик с металлическим устьем. Рукоять KM2000 40 % стекловолокно с полиамидной смолой.Обух прямой, клиновидный профиль.Хвостовик,проходящий через всю рукоять, выступает с её тыльной части, дает использовать его в качестве молотка. На лицевой стороне ножен имеется участок абразивного материала с алмазным напылением для правки лезвия.

## Общие характеристики[2]
Общая длина,мм - 305
Длина клинка,мм - 172
Толщина клинка,мм - 5
Вес ножа,кг - 0,330
Общий вес включая ножны,кг - 0,550